# Abdij van Mondaye

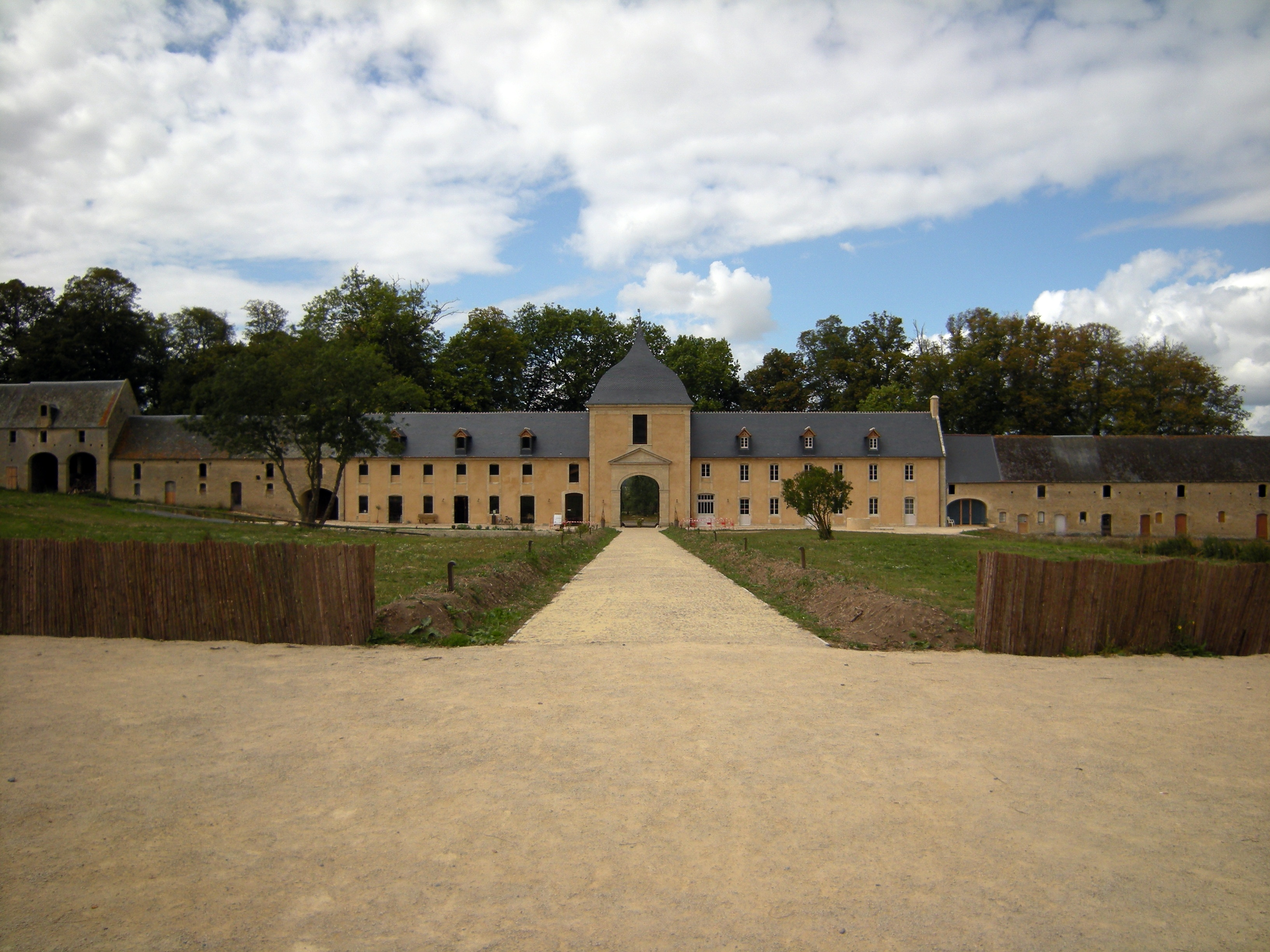
De abdij

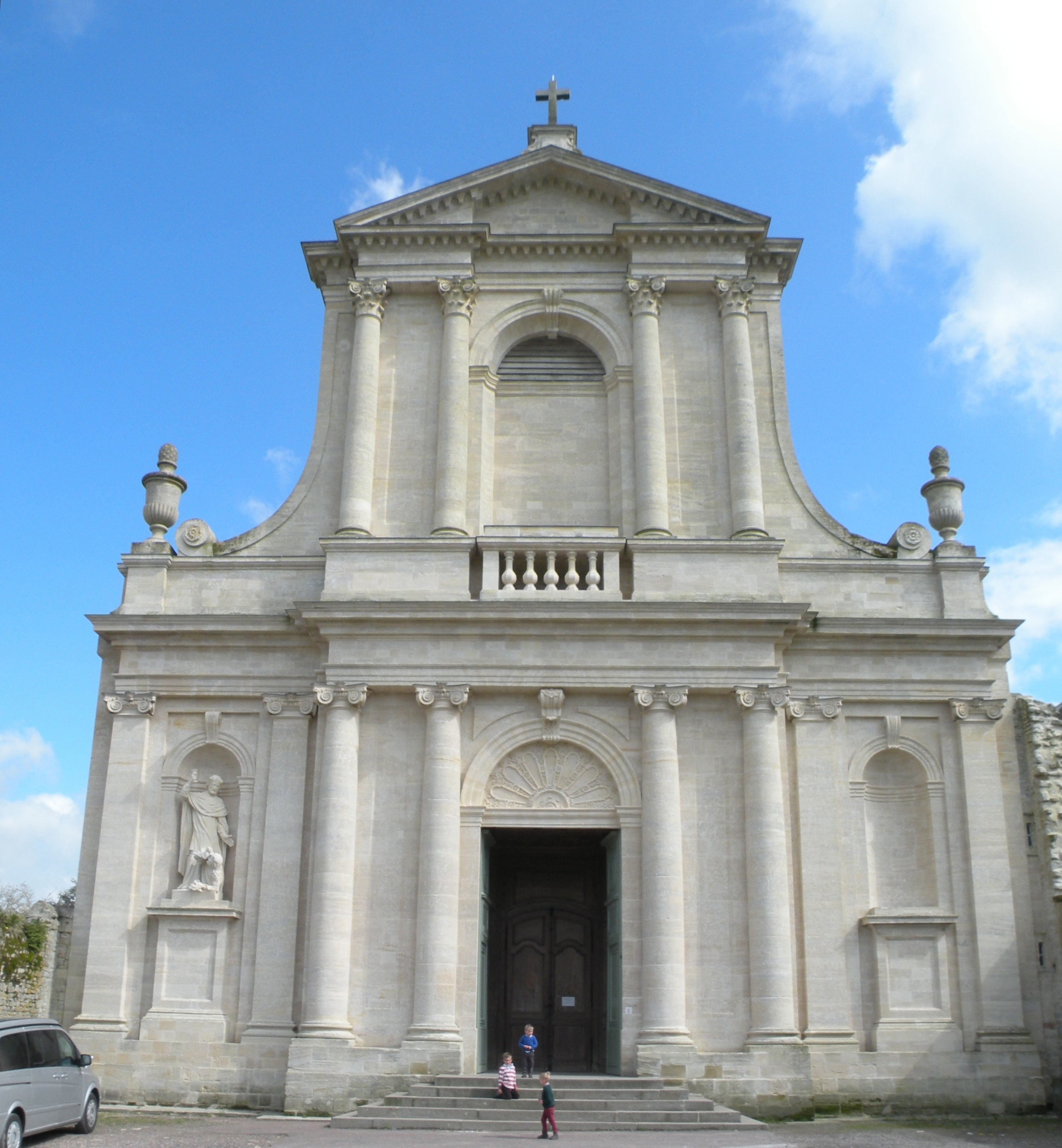
Abdijkerk

De Abdij van Mondaye (Frans: Abbaye Saint-Martin de Mondaye) is een norbertijnenabdij in de Normandische plaats Juaye-Mondaye. De abdij werd gesticht in 1202 en is anno 2022 de enige norbertijnenabdij in Frankrijk.

## Geschiedenis
De abdij werd gesticht in 1202 vanuit de abdij van La Lucerne. De monniken stonden in voor ziekenzorg en voor de zielenzorg in de omliggende parochies. De abdij kreeg het zwaar te verduren tijdens de Honderdjarige Oorlog en tijdens de Hugenotenoorlogen. De abdij verarmde omdat haar inkomsten gingen naar een abt in commendam. In de 18e eeuw verkreeg de abdij haar inkomsten terug en tekende pater Eustache Restout (1655-1743) in 1706 de plannen voor een nieuwe abdijkerk en abdijgebouwen. Restout schilderde ook zelf de monumentale schilderijen in de abdijkerk. In 1722 werd hij zelf abt. Zijn neef Jean Restout ontwierp het orgel uit 1741. De bouw werd voltooid in 1745.
Aan deze bloeitijd kwam een einde door de Franse Revolutie. De abdij werd opgeheven. In 1859 werd de abdij opnieuw gesticht vanuit de Abdij van Grimbergen. Vijf monniken uit die abdij vestigden zich in Mondaye. Maar de monniken moesten door antiklerikale wetten de abdij en het land verlaten in 1880 en opnieuw in 1903. In 1924 keerden ze terug. In 2007 kocht de abdij de vroegere abdijschuur terug. Deze werd gerestaureerd en omgebouwd tot winkel en gastenverblijf.
Anno 2022 telt de gemeenschap van Mondaye 44 monniken (27 in de abdij) en vanuit Mondaye werden de priorijen van Conques en Tarbes gesticht.

## Beschrijving
De gebouwen (kerk, klooster, kapittelzaal, refectorium en cellen) zijn 18e-eeuws. De abdijkerk heeft een schip met vijf traveeën. De Zuid-Nederlandse beeldhouwer Melchior Verly maakte de kruisiging in het koor en de versieringen van het orgel. Dit eikenhouten orgel uit 1741 werd ontworpen door Jean Restout en gemaakt door het atelier Parisot. Het heeft 2358 pijpen, 37 registers en 4 klavieren.